# Gabriel El-Registan
 (juin 2023).
Si vous disposez d'ouvrages ou d'articles de référence ou si vous connaissez des sites web de qualité traitant du thème abordé ici, merci de compléter l'article en donnant les références utiles à sa vérifiabilité et en les liant à la section « Notes et références ».
Pour les articles homonymes, voir Régistan (homonymie).
Gabriel Arkadiévich Oureklian (en russe : Габриэ́ль Арка́дьевич Урекля́н), né à Samarcande le 15 décembre 1899 et mort à Moscou le 30 juin 1945, plus connus sous le pseudonyme de El-Registan (en russe : Эль-Регистан), est un poète soviético-arménien. Il est surtout connu pour sa contribution aux paroles de l'hymne de l'Union soviétique.

## Biographie
El-Registan est issu d'une famille de banquiers de Samarcande (oblast de Samarcande de l'Empire russe, aujourd'hui en Ouzbékistan). Dans les années 1890, son père Arshak (russifié en Arkadi) Oureklian avait fui Tiflis, en Arménie[pas clair], alors au pouvoir de l'Empire ottoman[incompréhensible].
Lors de la guerre civile russe, Gabriel Oureklian se rangea du côté des bolchéviques et de leur prise de contrôle de l'Asie centrale. Il adopta dans ses écrits le pseudonyme de "El-Registant", composé sur le nom de la place centrale de Samarcande (Régistan). Il écrivit des reportages remarqués pour les journaux d'Asie centrale, dont la Pravda Vostoka (en) de Tachkent et fut invité à Moscou par les Izvestia. Il peignit les campagnes de construction soviétiques, l'essor de l'industrie lourde et devint un propagandiste de premier plan avec ses articles sur le canal de la mer Blanche et l'usine Ouralmach de Iekaterinbourg. Il écrivit aussi des scénarios de films et des pièces radiophoniques ; son œuvre la plus connue en ce domaine est le scénario du film soviétique Djulbars (1935).
Après l'attaque allemande de juin 1941 et l'ouverture du front de l'Est, El-Registan devint correspondant de guerre, se déplaçant régulièrement vers les lignes de front. Il attira l'attention de Joseph Staline. Celui-ci choisit les paroles qu'il avait écrites avec Sergueï Mikhalkov pour le nouvel hymne de l'Union soviétique et ordonna lui-même les modifications à effectuer. Le nouvel hymne entra en vigueur en 1944.
El-Registan mourut à Moscou en 1945. Il est enterré au cimetière de Novodevitchi.

### Articles liés
- Union soviétique
- Hymne de l'Union soviétique
- Alexandre Vassilievitch Aleksandrov
- Sergueï Mikhalkov
- Joseph Staline